# Сен-Дальмас-ле-Сельваж
Сен-Дальма́с-ле-Сельва́ж (фр. Saint-Dalmas-le-Selvage) — коммуна на юго-востоке Франции в регионе Прованс — Альпы — Лазурный берег, департамент Приморские Альпы, округ Ницца, кантон Туррет-Леванс. До марта 2015 года коммуна административно входила в состав упразднённого кантона Сент-Этьен-де-Тине (округ Ницца).
Площадь коммуны — 81,03 км², население — 133 человека (2006) с тенденцией к стабилизации: 125 человек (2012), плотность населения — 1,5 чел/км².

## Население
Население коммуны в 2011 году составляло 126 человек, а в 2012 году — 125 человек.
| 1962 | 1968 | 1975 | 1982 | 1990 | 1999 | 2004 | 2006 | 2009 | 2011 | 2012 |
| ---- | ---- | ---- | ---- | ---- | ---- | ---- | ---- | ---- | ---- | ---- |
| 133  | 152  | 151  | 121  | 114  | 123  | 131  | 133  | 131  | 126  | 125  |

Динамика численности населения:

## Экономика
В 2010 году из 79 человек трудоспособного возраста (от 15 до 64 лет) 59 были экономически активными, 20 — неактивными (показатель активности 74,7 %, в 1999 году — 69,2 %). Из 59 активных трудоспособных жителей работали 56 человек (33 мужчины и 23 женщины), трое числились безработными (двое мужчин и одна женщина). Среди 20 трудоспособных неактивных граждан 2 были учениками либо студентами, 10 — пенсионерами, а ещё 8 — были неактивны в силу других причин.
На протяжении 2010 года в коммуне числилось 39 облагаемых налогом домохозяйств, в которых проживало 93,0 человека. При этом медиана доходов составила 15 тысяч 104 евро на одного налогоплательщика.